# 城南街道 (昌乐县)
城南街道，是中华人民共和国山東省潍坊市昌乐县下辖的一个乡镇级行政单位。

## 行政区划
城南街道下辖以下地区：
南郝社区、马家龙湾社区、宝通社区、崔家庄子社区、东平社区、七里沟社区、黄埠子社区、北寨社区、姜家洼子社区、南寨社区、边下社区、小埠前社区、毕家官庄村、董家坊子村、明德村、河洼村、朱家庄村、埠南村、韩信村、池子村、方西村和金冯村。

## 人口
2010年中国第六次人口普查时，城南街道共有人口26547人。共有家庭8407户，平均每户3.12人。14岁以下的少年儿童共4524人，占总人口17.04%；15-64岁人口共19172人，占总人口72.21%；65岁及以上的老年人共2851人，占总人口的10.73%。男性共计13442人，占总人口50.63%；女性共计13105，占总人口49.36%。本地居住的人口中，拥有本地户籍的人口为24502人，占92.29%。